# Mizoč
Mizoč (ukrajinsky Мізоч, polsky Mizocz, rusky Мизоч) je městys (ukrajinsky selyšče) v Rovenské oblasti na Ukrajině. Leží asi 30 km od Rovna. První zmínka pochází z roku 1322, ověřený historický zdroj existence je však až z roku 1429. Dne 23. září 1761 král August III. povolil založení města pod jménem Velký Mizoč a udělil mu magdeburské právo. Během druhé světové války zde stávalo židovské ghetto. Dne 11. září 1996 přijala obecní rada nový znak a vlajku městysu. Mezi slavné rodáky patří např. Ruslan Postolovskij, rektor rovenského Institutu slovanských studií.